# Georgi and the Butterflies
Georgi and the Butterflies (bulgarisch Георги и пеперудите Georgi i peperudite) ist ein Dokumentarfilm aus dem Jahr 2004. Er erzählt die Geschichte eines Mannes und seines Traums, einer Straußenfarm.

## Handlung
Dr. Georgi Lulchev – Psychiater, Neurologe, Mediziner der chinesischen Medizin, Administrator, Hobbykoch, Unternehmer und Direktor einer Heilanstalt für psychisch kranke Männer – träumt davon, eine Farm einzurichten, wo seine Patienten Schnecken, Straußenvögel, Fasane und Seidenraupen züchten und Sojabohnenprodukte herstellen können. Ein Kloster aus dem 16. Jahrhundert, in Podgumer, 20 Kilometer von Sofia entfernt, beherbergt seine Institution. Wie im gesamten Land, wo 80 % der Bevölkerung in Armut lebt, ist auch in der psychiatrischen Anstalt jeder Tag ein Kampf ums Überleben. Das Budget ist miserabel. Andere Hilfe nicht in Sicht. Deshalb ist Georgi unermüdlich mit Unternehmensgründungen beschäftigt, die die Subsistenz seiner Anstalt sicherstellen sollen. Seine bizarren Geschäftsideen scheitern, aber das tut seinem grenzenlosen Enthusiasmus keinen Abbruch.

## Auszeichnungen
- 2004 gewann Andrej Paunow Preise beim International Documentary Film Festival Amsterdam und beim Krakowski Festiwal Filmowy.